# Juraj Carić (biskup)
Juraj Carić (Svirče na Hvaru, 23. travnja 1867. – Split, 17. svibnja 1921.), hrvatski svećenik i splitski i makarski biskup (1918. – 1921.).
Za vrijeme Austro-Ugarske odlikovan je Ordenom za zasluge Crvenog križa II. reda i Komanderskim križom reda Franje Josipa sa zvjezdama.

## Životopis
Gimnaziju je završio 1884. godine u Splitu, potom odlazi u Zadar na studij bogoslovije 1884. – 1888., koji nastavlja u Zavodu sv. Augustina u Beču, gdje je postigao doktorat s tezom Sanctorum patrum et theologorum scolasticorum doctrina de usura exponitur et vindicatur.
U periodu 1892. – 1894. kateheta je na višoj gimnaziji u Zadru, a zatim i predavač filozofske propedeutike (1893. – 1894.). Uz to predaje od 1892. do 1893. godine crkvenu povijesti i kanonsko pravo te od 1894. do 1896. dogmatiku i osnovno bogoslovlje na zadarskoj bogosloviji. U razdoblju 1902. – 1906. bio je ravnatelj zadarskog sjemeništa Zmajević.
Godine 1906. imenovan je prepozitom Kaptola u Makarskoj i generalnim vikarom za područje splitskoj pridružene Makarske biskupije. Dana 8. prosinca iste godine zaređen je u Rimu za pomoćnog biskupa.
Angažirao se 1910. za dolazak milosrdnica iz Zagreba, koje su na njegov poticaj otvorile prvu žensku srednju školu u Makarskoj i dječji vrtić.
Poslije smrti splitskog biskupa Antuna Đivoja preuzeo je 1918. godine splitsko-makarsku biskupiju.
Dana 24. listopada 1918. uputio je poslanicu svećenstvu koje poziva da se pridržava naredbi Narodnog vijeća u Zagrebu. Razvio je intenzivnu djelatnost protiv talijanskih pretenzija na Jadran i političke realizacije Londonskog ugovora iz 1915. godine.
Od veljače do početka travnja 1919. boravio je s dr. K. Eterovićem i don Franom Bulićem na Mirovnoj konferenciji u Parizu, gdje je obavio mnoge razgovore te uputio niz pisama, promemorija i memoranduma ministrima vanjskih poslova SAD-a R. Lasingu, Velike Britanije Arthuru Jamesu Balfouru (1848. – 1930.) i Francuske Stéphenu Pichonu (1857. – 1933.), Wilsonovom adjudantu E. M. Hausu te predsjedniku SAD-a Woodrowu Wilsonu (1856. – 1924.), crkvenim dostojanstvenicima, maršalu Ferdinandu Fochu (1851. – 1929.) i brojnim drugim ličnostima.
Iako je djelovao neovisno o Delegaciji Kraljevine SHS, savjetovao se s Antom Trumbićem (1864. – 1938.) i Josipom Smodlakom (1969. – 1956.), međutim nakon svog memoranduma od 23. ožujka, došao je u sukob s Delegacijom.
U memorandumu poslanom papi Benediktu XV. (1914. – 1922.) iz 1919. godine, biskup Carić se založio za uporabu glagoljice i slavenskog jezika u liturgiji. Zaslužan je i za uređenje marijanskog svetišta u Vepricu.